# 1534 w literaturze
Wydarzenia literackie w 1534 roku.

## Nowe utwory
- polskojęzyczne
  - Pozdrawianie wszytkich członków Pana Jezusowych
  - Tarcza duchowna (możliwa również data wydania: 1533)

- obcojęzyczne
  - François Rabelais – Gargantua i Pantagruel (księga druga)[1]

## Urodzili się
- Józef Anchieta, hiszpański święty i dramaturg
- Hosokawa Fujitaka, japoński wojownik i poeta (zm. 1610)